# Broken Hill
Broken Hill – miasto w Australii, w stanie Nowa Południowa Walia, w pasmie górskim Main Barrier, na wysokości około 304 metrów.

## Dane ogólne
- Liczba ludności: 21 000
- Położenie geograficzne: 31°57′S 141°27′E

Broken Hill jest położone 1100 km na zachód od Sydney.

## Historia
W Broken Hill znajduje się największa w Australii i jedna z największych na świecie kopalń rud cynku i ołowiu,
założona w 1883 roku. Miasto jest ośrodkiem usługowym regionu, specjalizując się w hodowli owiec; od 1939 roku
stanowi bazę lotniczą służby medycznej. Obecnie Broken Hill jest nowoczesnym miastem, położonym na terenie
pustynnym. Jest pełne zieleni i ogrodów. Znajduje się tu port lotniczy Broken Hill.